# Dean Phillips
Dean Benson Phillips (20 de janeiro de 1969) é um político e empresário americano que serviu de 2019 a 2025 como representante dos EUA para o 3º distrito congressional de Minnesota. Membro do Partido Democrata, seu distrito abrange os subúrbios ocidentais das Cidades Gêmeas, como Bloomington, Minnetonka, Edina, Maple Grove, Plymouth e Eden Prairie. Fora da política, Phillips foi dono e fundou várias empresas, além de servir como presidente e CEO do negócio de bebidas alcoólicas de sua família, a Phillips Distilling Company. Ele é ex-coproprietário da Talenti Gelato e coproprietário da Penny's Coffee.
Apesar de votar consistentemente a favor das posições políticas do presidente Joe Biden, ele o desafiou para a nomeação do Partido Democrata na eleição presidencial de 2024. Phillips recebeu quatro delegados para a Convenção Nacional Democrata de 2024, o segundo maior número de qualquer candidato nas primárias, mas não teve sucesso.